# Tocco (famiglia)
La famiglia Tocco è una famiglia nobile italiana di origine longobarda.

## Storia
La famiglia Tocco, di origine longobarda, scese in Italia meridionale intorno all'anno 1000. Un antico borgo fortificato in provincia di Siena (Tocchi) e un paese ubicato presso Benevento (Tocco) portano il loro nome.
Si tratta di una delle più antiche famiglie nobili toscane e napoletane. Fu aggregata al Patriziato di Napoli nei Seggi di Capuana e Nido ed è componente della nobiltà civica di Colle di Val d'Elsa sin dal 1592. 
Molti membri della famiglia ricoprirono cariche pubbliche di primo piano, in particolare presso la corte dei sovrani Angioini del Regno di Napoli. In detta epoca si separarono in due linee: principi di Acaia e principi di Montemiletto.
Nel XIV secolo fissò la propria centralità nell'Epiro, fino a riuscirne ad assumere il governo nel secolo successivo.
La linea principale della famiglia si estinse con Carlo III di Tocco Cantelmo Stuart, principe di Montemiletto (1827-1884). Permane la linea dei Tocco di Tropea, cui appartenne lo storico Felice Tocco.

## Membri principali
- Carlo di Tocco, giurista;
- Guglielmo di Tocco, governatore di Corfù nel 1330 e fondatore della famiglia;
- Leonardo I Tocco, conte di Cefalonia;
- Carlo I Tocco, despota d'Epiro;
- Leonardo II Tocco, signore di Zante;
- Maddalena Tocco, che sposò l'imperatore bizantino Costantino XI Paleologo;
- Carlo II Tocco, despota d'Epiro;
- Leonardo III Tocco, despota d'Epiro;
- Carlo III Tocco, pretendente al titolo di conte di Cefalonia;
- Benedetto Tocco (al secolo Marcantonio Tocco), vescovo di Vic (1564-1572), di Gerona (1572-1583) e di Lleida (1583-1585)[3].

## Dimore
- Castello di Montefalcione;
- Castello di Montemiletto;
- Palazzo Tocco in via Atri n. 25 a Napoli;
- Palazzo Tocco di Montemiletto in via Toledo a Napoli;
- Palazzo Tocco di Montemiletto alla Cesarea a Napoli.